# Керниця
Керни́ця — село в Україні, у Львівському районі Львівської області, засноване у 1463 році. Орган місцевого самоврядування — Городоцька міська рада. Колишня назва — Чученоси, сучасна назва — з 1548 р..
Військовий злочин стався у 1919 році в Керниці,  де польські жовніри за наказом свого коменданта, вбили багнетами полоненого хорунжого Української Галицької Армії єврея.
За радянської влади село було центральним колгоспом (тобто дуже перспективне), адже присутні двоповерхові будинки, велика будівля соцкульт обслуговування. Західна частина Керниці (тобто та частина, що при в'їзді до села з траси) до війни називалася Брундорф (Brundorf) і була заселена німецькими колоністами.
На площі у центрі села стоїть фігура Ісуса Христа, яка одразу нагадує гору на околиці Ріо-де-Жанейро в Бразилії. На протилежній стороні площі за деревами заховався пам'ятний знак, встановлений у 1848 з нагоди знесення панщини. Знак відновили у 1990 р., через 9 років до нього прибудували капличку. У селі одна церква — Храм Воздвиження Чесного Хреста з 1818, належить Стрийській єпархії УГКЦ. Перед нею стоять дзвіниця з 1990 і закритого типу каплиця святого Йосифа з 1994 р.

## Населення

### Мова
Розподіл населення за рідною мовою за даними перепису 2001 року:
| Мова       | Кількість | Відсоток |
| ---------- | --------- | -------- |
| українська | 1153      | 99.83%   |
| російська  | 2         | 0.17%    |
| Усього     | 1155      | 100%     |

## ФК «Зоря» (Керниця)
1958 року на базі робітників місцевого колективного господарства було створено футбольну команду «Зоря». Протягом 1961 —1964 рр. команда 4 рази поспіль вигравала районні чемпіонати. Тут починав свою кар'єру уродженець Керниці, український та радянський футболіст Степан Юрчишин, за команду також виступали такі відомі гравці як Роман Риф'як (1981 р.), Роман Бандура. У 1966 році команда вийшла до Вищої ліги чемпіонату Львівщини, де у наступному ж сезоні зайняла 3-тє місце. Однак, через кадрові та фінансові проблеми команда тимчасово припинила своє існування (1968–1969 рр.). Та вже після відновлення у 1970 році колектив зайняв 2-ге місце в районному чемпіонаті. Після чого команда ще 8 разів ставала чемпіоном району, востаннє в 1999 році, однак на чемпіонат області так більше і не заявлялась. В останні роки команда постійно бореться за призові місця у Вищій лізі Городоччини.
Досягнення
- Чемпіон Городоччини — 13 (1961, 1962, 1963, 1964, 1972, 1973, 1976, 1977, 1985, 1989, 1994, 1999, 2000)
- 2 місце чемпіонату Городоччини — 9 (1970, 1971, 1978, 1982, 1984, 1986, 1992, 1997, 2002)
- 3 місце чемпіонату Городоччини — 6 (1974, 1975, 1979, 1988, 1991, 2003)
- Чемпіон Львівщини (3 ліга) — 1965
- 2 місце чемпіонату Львівщини — 1966
- 3 місце чемпіонату Львівщини (Вища ліга) — 1967
- Весняний кубок Городоччини — 10 (1975, 1977, 1978, 1983, 1985, 1990, 1991, 1997, 1999, 2001)
- Кубок осені Городоччини — 8 (1973, 1975, 1976, 1984, 1986, 1994, 1998, 2000)
- Володар Кубка пам'яті Героя України Г. Кірпи — 2013

## Відомі особистості
В поселенні народилися:
- Бардин Ярослав Богданович (1958) — вчений-агроном, кандидат біологічних наук, народний депутат України (2 скликання).
- Гірняк Михайло Ігорович (1991) — український воїн, учасник російсько-української війни (2014—2017).
- Юрчишин Володимир Федорович (1961) — радянський футболіст.
- Юрчишин Степан Федорович (1957) — радянський футболіст, український футбольний тренер і функціонер.

## Галерея

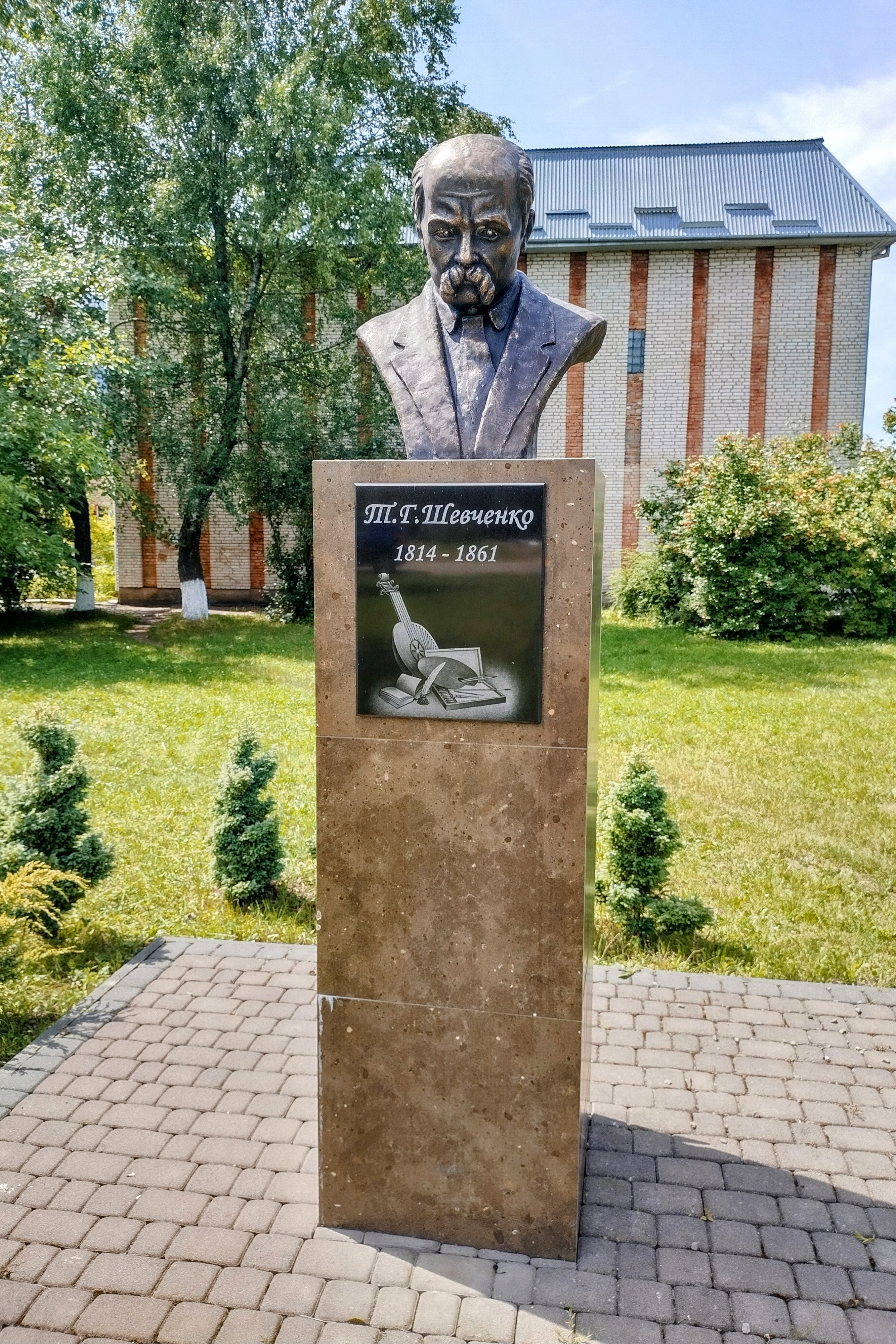
Погруддя Тарасу Шевченку
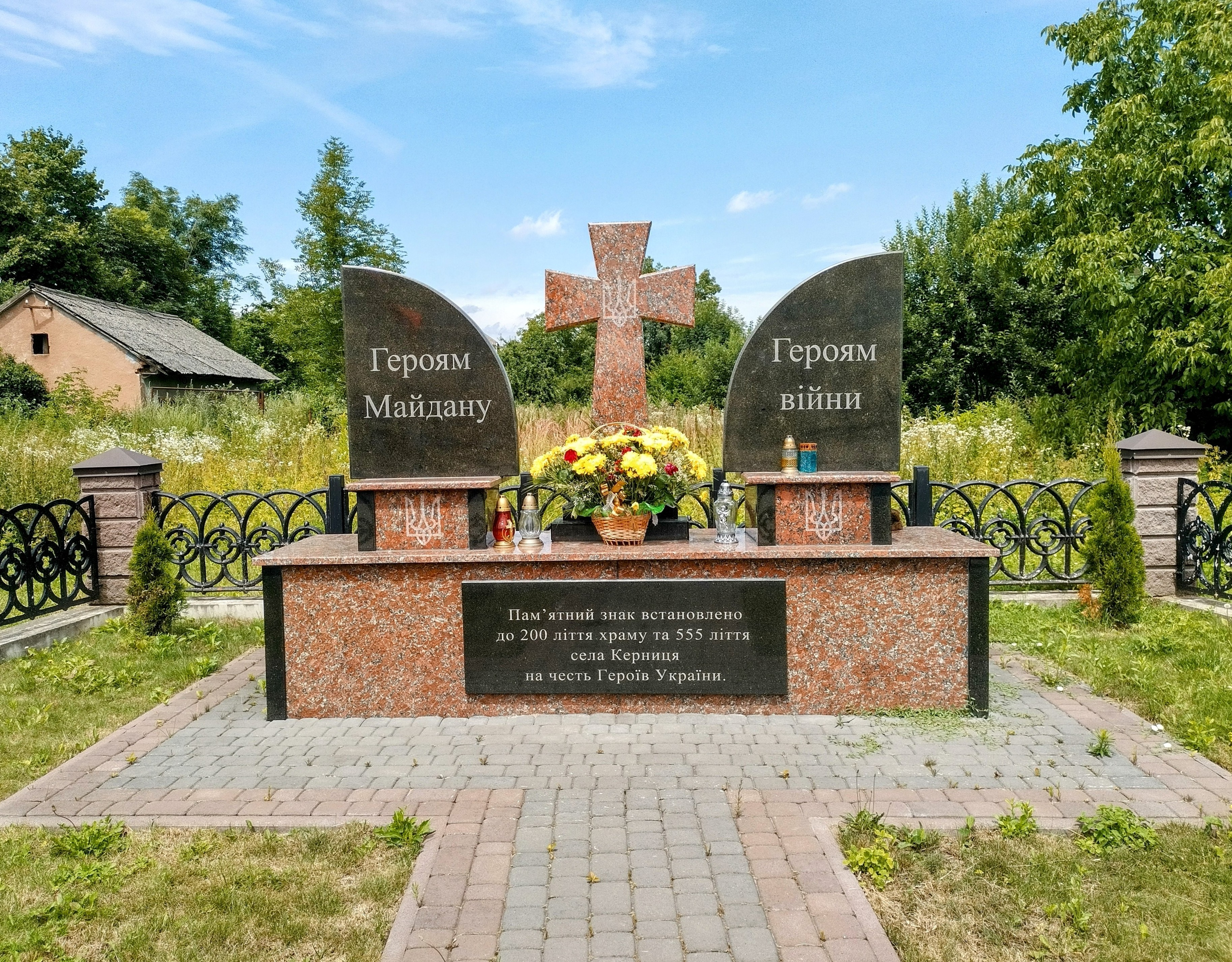
Пам'ятний знак на честь Героїв України
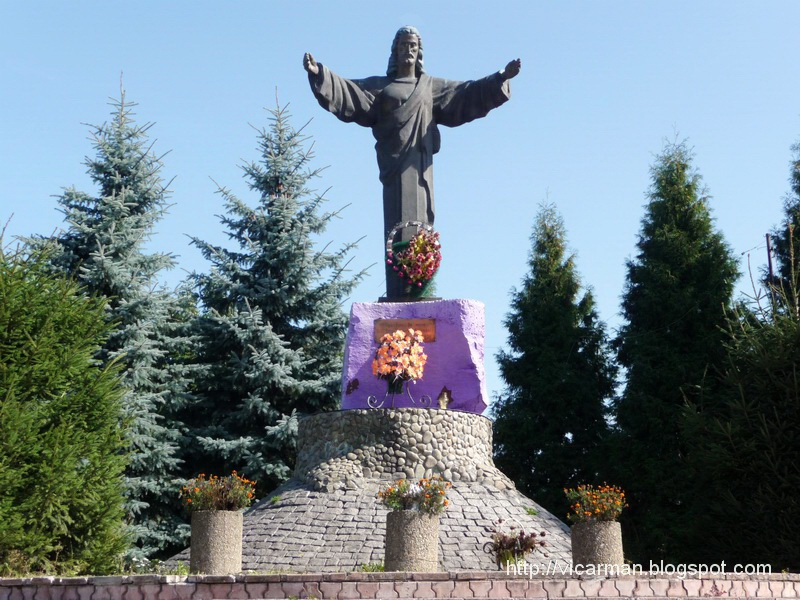
Фігура Ісуса Христа на площі в центрі села
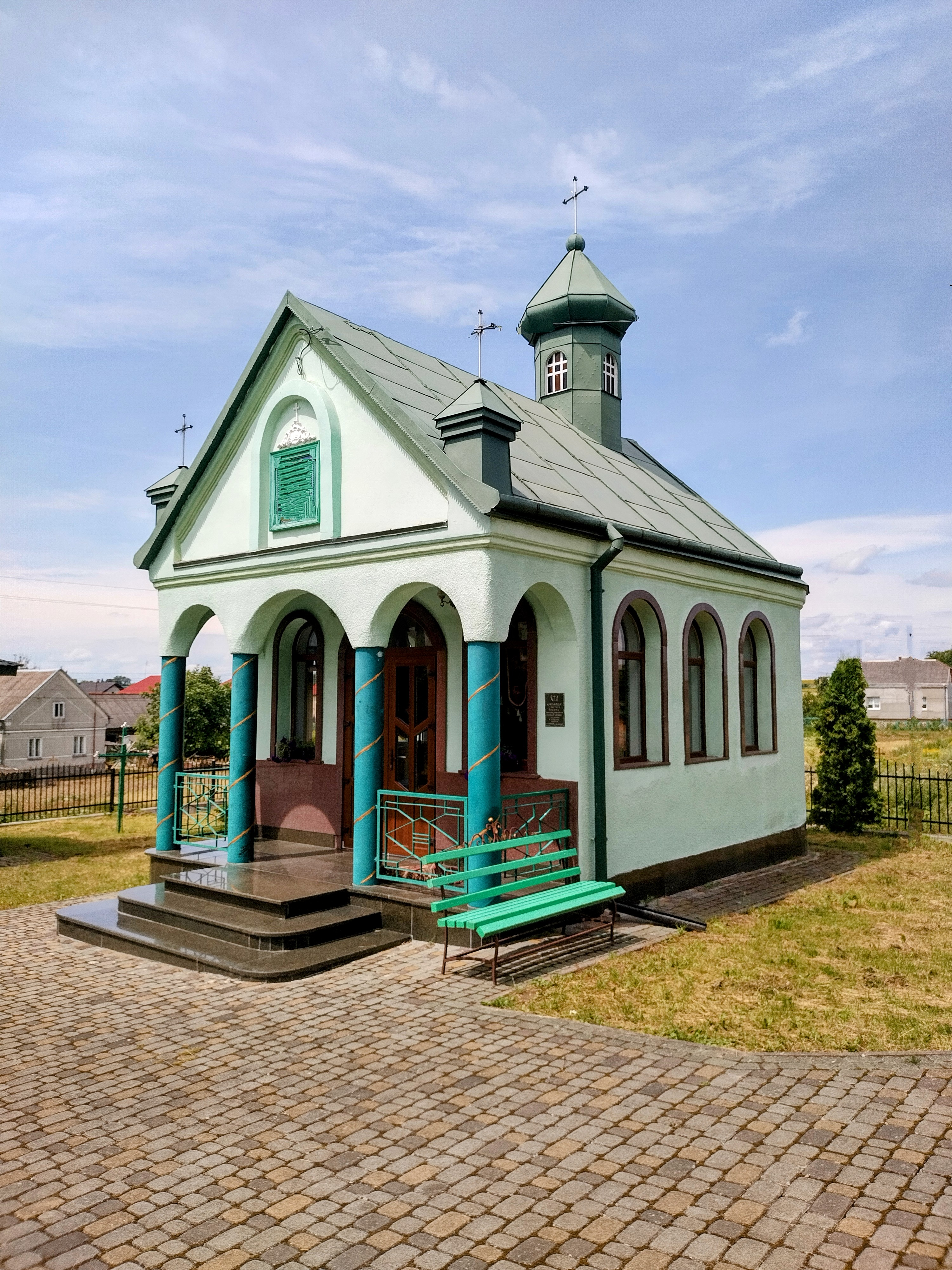
Каплиця Святого Йосифа Обручника
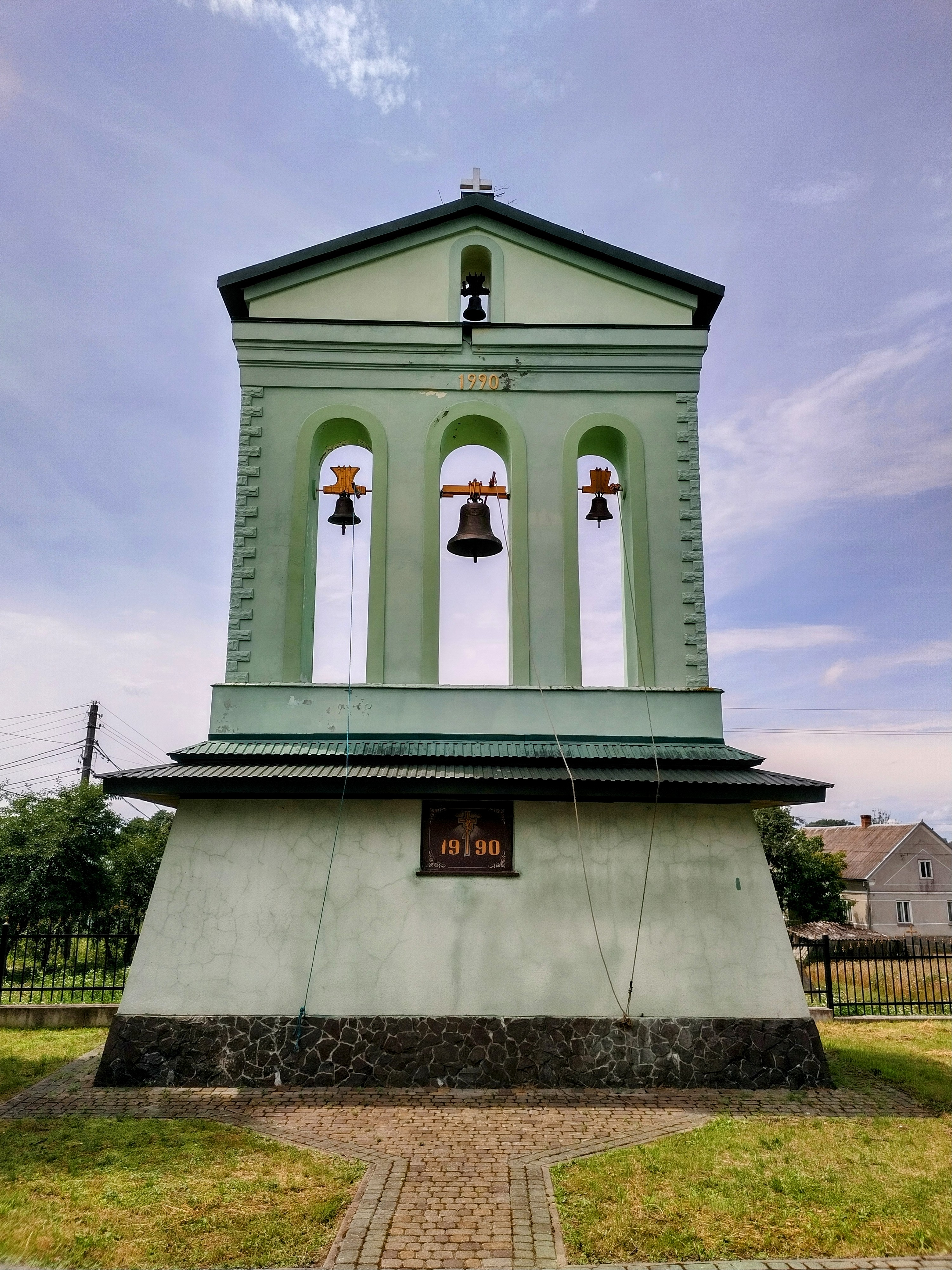
Дзвіниця Воздвиженської церкви
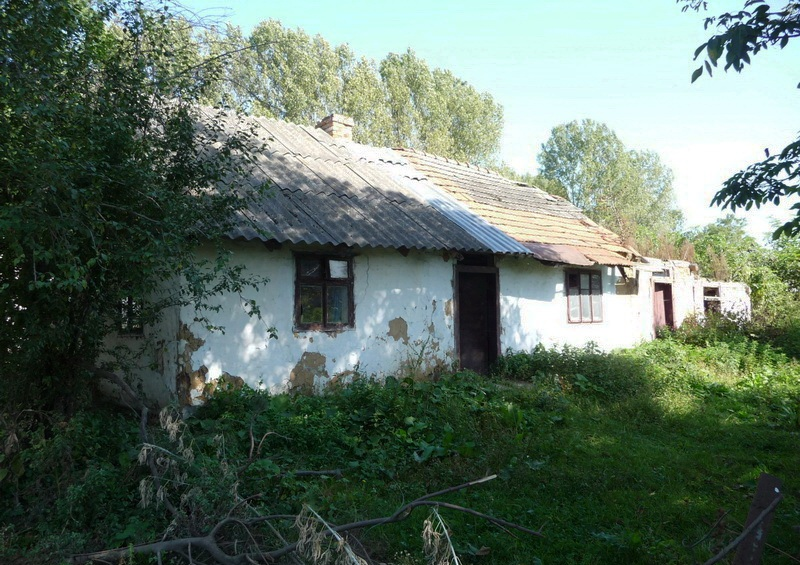
Стара хата в Брундорфі
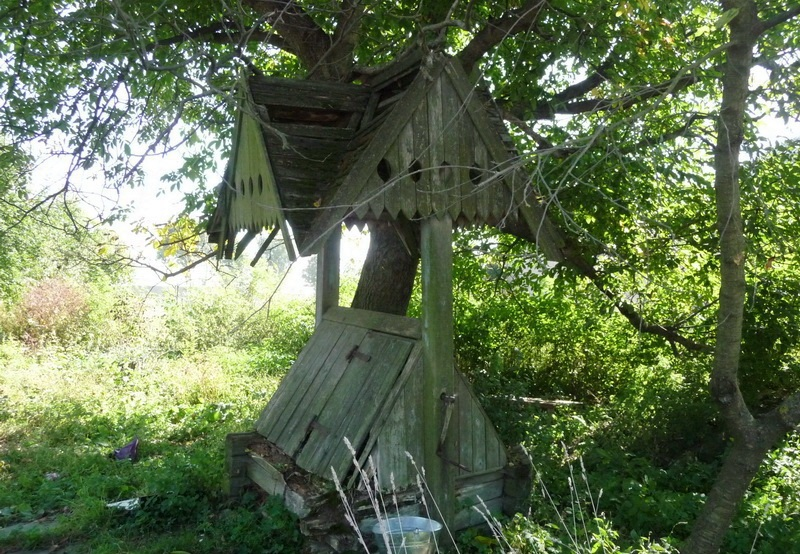
Криниця у Брундорфі